# Hedyotis evenia
Hedyotis evenia är en måreväxtart som beskrevs av George Henry Kendrick Thwaites. Hedyotis evenia ingår i släktet Hedyotis och familjen måreväxter. Inga underarter finns listade i Catalogue of Life.